# RAND (organització)
RAND (acrònim de Research and Development) és el primer think tank. Fou clau al període de la Guerra freda. S'ocupava de traure idees per a la investigació en defensa i polítiques socials. A partir d'aquest think tank van aparèixer altres per inspiració i per derivació. Realitza investigacions principalment per al Departament de Defensa dels Estats Units d'Amèrica i en segon lloc per altres agències del govern i fundacions.